# 刘诞 (刘宋)
劉誕（433年—459年8月17日），字休文，宋文帝劉义隆第六子，母為殷修華。劉誕官至司空、南兗州刺史，雖在劉劭及劉義宣的兩場動亂中堅定支持兄長孝武帝，然仍遭猜忌，最終遭孝武帝誅殺。

## 生平

### 屢出外鎮
元嘉二十年四月甲午（443年6月7日），劉誕受封广陵王，食邑二千户。元嘉二十一年二月甲午（444年4月2日），任南兗州刺史、监南兗州诸军事、北中郎将，出镇广陵。八月戊辰（9月3日），以北中郎將改任南徐州刺史。元嘉二十六年七月辛未（449年8月11日），改任都督雍梁南北秦四州荊州之竟陵隨二郡诸军事、後将军、雍州刺史。又因廣陵破敗，於該年十月改封随王。
元嘉二十七年（450年），宋文帝北伐北魏，為增強鄰接北魏關中一帶的雍州之力量，遂罷江州軍府，將軍府手人全數調到雍州；湘州上貢的租稅財資都直接送到襄陽處。北伐中劉诞派遣中兵参军柳元景率军攻伐北魏城池；闰十月辛未（12月4日），攻克弘农城；丙戌（12月19日），又攻克关城；十一月甲午（12月27日），又攻克陕城。可是宋軍在其他戰線都相繼失利，北魏甚至在東線大舉南攻，致令元景等軍被逼班師。北伐結束後，劉誕受徵回朝，元嘉二十八年五月壬子（451年7月13日），改都督廣交二州諸軍事、安南將軍、廣州刺史，並將出鎮始興，但還未出發就獲改任都督會稽臨海東陽新安永嘉五郡诸军事、安东将军、會稽太守。
文帝晚年有意废黜太子劉劭，刘诞岳父尚书仆射徐湛之趁机推荐刘诞。但文帝未及决定，就被刘劭所弑，徐湛之亦遇害。

### 兩平內亂
元嘉三十年（453年）發生宋文帝被太子刘劭弒殺的事件後，劉劭即位並將原屬揚州的江東五郡劃設會州，以劉誕為會州刺史。不久，三兄武陵王劉駿起兵討伐，並派了沈僧榮聯絡劉誕，更派寧朔將軍顧彬之領兵到劉誕處。劉誕派參軍劉季之與顧彬之一同進攻劉劭，自己就屯兵西陵作後援，不久彬之等軍在曲阿奔牛塘大敗劉劭部將華欽、庾導。四月，劉劭兵敗退守臺城，劉駿則在新亭即位，是為宋孝武帝，在該月庚午（453年5月21日）任命劉誕為卫将军、开府仪同三司、持节、都督荊州湘雍益寧梁南北秦八州诸军事、荆州刺史。劉誕因為不滿官職與劉劭同黨始興王劉濬基本一樣，請求之下獲進驃騎將軍，並加班劍二十人六月庚戌（453年6月30日），进号骠骑大将军。同月辛未（7月21日），改封竟陵王。闰六月甲午（8月13日），因為丞相兼荊州刺史的劉義宣執意留任，劉誕未能上任荊州。遂以驃騎大將軍改任侍中、扬州刺史、開府儀同三司。
孝建元年（454年）丞相劉義宣聯同江州刺史臧質、豫州刺史魯爽及兗州刺史徐遺寶起兵，以四州軍力反對孝武帝，聲勢甚大。孝武帝登位還未滿一年就遇上這變亂，朝野都十分恐懼，甚至有過投降的打算，然而劉誕立刻反對，遂堅定了眾人之心，孝武帝亦加劉誕節，讓他出入京城六門，穩定情勢；而這場變亂在沈慶之、王玄謨等將領率兵討伐之下亦獲平定。

### 君臣疑忌
劉誕雖在這兩場變亂中都支持孝武帝，並建有一定功勳，但這仍然招來孝武帝猜疑，而劉誕自己所築的府第園林都冠絕當時，更招集文武人士入府及收藏精良兵甲，這都令孝武帝很不滿意，於是在孝建二年十月壬午（455年11月19日）改劉誕任使持节、都督南徐兗二州诸军事、太子太傅、司空、南徐州刺史，將之調離建康。不過南徐州治所京口離建康很近，孝武帝仍然不安心，遂在大明元年八月甲辰（457年10月1日），又調劉誕都督南兗南徐兗青冀幽六州诸军事、南兗州刺史，駐地轉為江北的廣陵。原來的南徐州刺史由宋孝武帝的心腹重臣劉延孫接任，防堵劉誕對建康的軍事威脅。劉誕亦知兄長對他的猜疑，於是託辭北魏進攻而修治城池及積聚軍需品，以作防備。當時民間亦有常言稱劉誕要作反了。
大明三年（459年），建康平民陳文紹上書朝廷指控劉誕因不滿早前其姑母的兩名女兒上書求得朝廷解除其父陳饒的官職還家，逼嚇之下陳饒懼而逃返建康，但遭劉誕派人到其家抓走，並在京口客舍中被推入井中殺害，向外宣稱其畏罪自殺；吳郡人劉成又上書宣稱劉誕謀反，說他兒子劉道龍因看見劉誕在石頭城內準備皇帝車駕器物而被殺；豫章人陳談之又上書聲稱其弟陳詠之眼見劉誕親信莊慶及傅元祀有謀逆的言辭，甚至詛咒孝武帝，將事情告訴建康右尉黃宣達而遭劉誕灌酒，謊稱其乘酒醉罵人而處死。因著這三案，孝武帝於四月暗示有關部門彈劾劉誕，最終於四月乙卯（6月4日）下令削劉誕為侯爵，遣回封國竟陵。為了執行此令，孝武帝任命了義興太守垣閬為兗州刺史，分配了一些禁軍給他，讓他與給事中戴明寶到廣陵就職時順道拿下劉誕，再送他到竟陵。劉誕一直到垣閬到達廣陵時都沒察覺這陰謀，直至戴明寶將陰謀通報劉誕典籤蔣成，要求他作為內應，而蔣成又轉告給府舍人許宗之後才令劉誕從許宗之處知道此事。劉誕立即反應，將身邊隨從和手下數百人拿下蔣成，至明天一早再在垣閬等人準備行動時列兵等待，在城門上斬殺蔣成，並讓手下壯士進攻垣閬等，垣閬戰死但戴明寶逃返建康。

### 命喪廣陵
孝武帝隨後宣布內外戒嚴，任命始兴公沈庆之为车骑大将军、开府仪同三司、南兗州刺史，攻讨劉诞。劉誕燒毀附近城邑，將人民都趕入廣陵城中，並發布檄文為自己辯解，並指控劉孝武帝無罪枉害南平王劉鑠、建平王劉宏及武昌王劉渾，自己現在亦遭同樣的禍劫，又提孝武帝的宮闈醜事。孝武帝聞檄後大怒，因此搜捕京城中的劉誕黨羽親屬，誅連數以千計。司州刺史刘季之也随之反叛，被徐州刺史刘道隆所斩，接著劉道隆與宗愨及沈慶之大軍會於廣陵城下以長圍圍城，時劉誕幢主韓道元出降，參軍柳光宗、何康之等人又謀開北門投降，不過因故何康之連同索智朗率先出奔，留下的母親及柳光宗則被劉誕殺害。劉誕在沈慶之來前曾派人邀其倒戈，但失敗，如今大軍齊集，劉誕就想出奔，但慶之派武念追截，部眾又不肯走，劉誕在他們允諾盡力抵抗後從速回城，並增加部下們的品秩。劉誕一直堅持至七月己巳（8月17日），广陵城終遭攻克，劉诞與申靈賜逃走，被隊主沈胤之在橋上追上，劉誕舉刀自衞但被沈胤之砍傷面部墮水，遂被捕殺害，享年二十七歲。母殷修华、妻徐氏都自杀。劉誕首級被傳至建康，遺體葬在廣陵，更貶姓留氏。世子刘景粹藏到民间，十多天后被沈庆之搜出斩杀。
前廢帝即位後，与妻、女獲以庶人禮改葬，宋明帝時又再改葬，祀以少牢之禮。

## 延伸阅读
[在维基数据编辑]
 《宋書/卷79》，出自沈约《宋书》